# Sus verrucosus
Il cinghiale di Giava (Sus verrucosus), o cinghiale dalle verruche di Giava, è una specie della famiglia dei Suidi che vive con popolazioni sparse nell'omonima isola, oltre che sulle vicine isole di Madura (dov'è però probabilmente estinto) e di Bawean, in Indonesia. Colonizza le foreste di tek ad un'altitudine inferiore agli 800 m.
Misura fra i 100 ed i 190 cm di lunghezza, con un'altezza alla spalla di 70-90 cm. Il pelo può essere di un colore che varia dal rossiccio al nero, con una cresta nera che va dalla radice del naso alla coda, passando lungo la schiena, e che viene eretta in caso di pericolo. I cuccioli nascono con striature chiare, che però spariscono molto presto. Sulla faccia sono presenti tre paia di verruche, escrescenze ossee le cui dimensioni variano da individuo a individuo e che servono probabilmente ad evitare gravi ferite durante i combattimenti fra maschi. Il maschio è molto più grande e robusto della femmina, arrivando a pesare fino al doppio.
Le cucciolate presentano un picco fra gennaio e marzo: i cuccioli, in numero di 3 o 4, vengono accuditi dalla madre in una tana ricoperta di foglie. La madre diventa molto aggressiva quando si tratta di proteggere la cucciolata.
La specie è in pericolo a causa della distruzione dell'habitat, della caccia a cui viene sottoposta ed in misura minore a causa dell'ibridazione con il cinghiale selvatico.